# Seconda guerra d'indipendenza scozzese
La seconda guerra d'indipendenza scozzese, che rientra nel filone delle due guerre d'indipendenza scozzesi, è stata una lotta combattuta tra il 1332 e il 1357 dall'Inghilterra e dalla Scozia per la supremazia su quest'ultima. Essa scoppiò quando Edoardo Balliol, figlio di un precedente re scozzese e deciso a ottenere per sé il trono di quella terra, guidò un'invasione in Scozia appoggiata dagli inglesi, i quali avevano deciso di fornirgli aiuto e sostenere la sua pretesa. Balliol fu comunque contrastato dagli scozzesi fedeli al sovrano che in quel momento era al potere, Davide II, il quale aveva otto anni. In occasione della battaglia di Dupplin Moor, le forze di Balliol sconfissero un esercito scozzese dieci volte più numeroso e Balliol venne poi incoronato re. Nel giro di tre mesi, i sostenitori di Davide si riorganizzarono e costrinsero Balliol a lasciare la Scozia. Questi fece nuovamente appello al re inglese Edoardo III invocando il suo aiuto. Accolta questa richiesta, i soldati inglesi di Edoardo III invasero la Scozia nel 1333 e assediarono l'importante porto di Berwick. Nonostante un grande esercito scozzese avesse tentato di resistere, alla fine gli avversari si imposero nettamente durante la battaglia di Halidon Hill. Balliol ristabilì la sua autorità su gran parte della Scozia, cedendone all'Inghilterra il controllo di otto contee sud-orientali. Inoltre, accettò di eseguire omaggio a Edoardo e di detenere così la Scozia a titolo di feudo.
In qualità di alleati della Scozia per via della Auld Alliance, i francesi non stravedevano per l'espansione inglese verso nord, motivo per cui sostennero e finanziarono segretamente i lealisti di Davide II. Gli alleati di Balliol affrontarono dei dissidi interni e, alla fine del 1334, egli perse nuovamente il controllo del grosso della Scozia. All'inizio del 1335 i francesi tentarono di mediare una pace. Tuttavia, gli scozzesi non furono in grado di concordare una posizione diplomatica condivisa ed Edoardo ne approfittò per tergiversare, poiché stava reclutando un grande esercito. Il re inglese invase nuovamente a luglio la maggior parte della Scozia. Frattanto, le tensioni con la Francia si acuirono, complici i falliti colloqui di pace del 1336 e del maggio 1337. In quel mese il re francese, Filippo VI, decise di rompere apertamente i rapporti diplomatici con l'Inghilterra, dando inizio alla guerra dei cent'anni. Il conflitto anglo-scozzese finì per diventare un teatro secondario della più ampia guerra anglo-francese. Edoardo inviò le sue truppe meno essenziali in Scozia, nonostante gli inglesi stessero perdendo lentamente terreno a nord perché costretti a concentrarsi in territorio cisalpino. Raggiunta la maggiore età, Davide tornò in Scozia dalla Francia nel 1341 e, nel 1342, gli inglesi furono respinti e scacciati verso sud.
Nel 1346, Edoardo condusse una campagna nella Francia settentrionale terminata con il saccheggio di Caen, una grande vittoria riportata nella battaglia di Crécy e il fruttuoso assedio di Calais. Assecondando le pressanti richieste urgenti di Filippo, che lo invitava caldamente ad attaccare il nemico, Davide invase l'Inghilterra credendo che il grosso delle truppe inglesi si trovasse in Francia. La sua avanzata fu invece interrotta da un'armata inglese radunata in fretta più piccola ma comunque considerevole, che sbaragliò gli scozzesi nella battaglia di Durham e fece prigioniero Davide. Questa disfatta, unita alla conseguente lotta politica tra le varie fazioni scozzesi, fornì respiro all'Inghilterra, la quale non subì ulteriori attacchi ostili su larga scala. Mentre Londra si concentrava sul conflitto in Francia, i termini per il rilascio di Davide furono lungamente discussi. Alla fine del 1355 un'incursione scozzese su vasta scala in Inghilterra, compiuta in violazione della tregua, provocò il cosiddetto incendio della Candelora, ovvero un'altra rappresaglia scatenata da Edoardo all'inizio del 1356. Gli inglesi devastarono Lothian, ma le tempeste invernali dispersero le loro navi di rifornimento e li costrinse a ritirarsi. L'anno successivo fu firmato il trattato di Berwick, che pose fine alla guerra; gli inglesi abbandonarono la loro pretesa di sovranità, mentre gli scozzesi riconobbero una vaga supremazia di Londra. Inoltre, si negoziarono finalmente i termini per il rilascio di Davide, che avrebbe dovuto pagare in un decennio l'ingente somma di 100 000 marchi. Il trattato proibiva agli scozzesi di ingaggiare guerra a Edoardo III e viceversa fino a quando la somma non fosse stata pagata del tutto. Con tale evento si concluse la guerra e, malgrado i combattimenti continuarono in maniera intermittente, la tregua fu tutto sommato rispettata per quarant'anni.

## Contesto storico

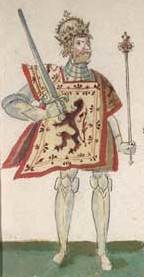
Roberto I di Scozia nell'Armoriale del 1562 di Forman

La prima guerra d'indipendenza combattuta tra Inghilterra e Scozia iniziò nel marzo del 1296, quando Edoardo I d'Inghilterra (al potere dal 1272 al 1307) riuscì a eseguire la presa di Berwick, una città di confine scozzese che funse da testa di ponte per la successiva invasione della Scozia. Il re scozzese Giovanni (regnante dal 1292 al 1296) fu catturato dagli inglesi e costretto ad abdicare. Tuttavia, la fortuna non arrise agli inglesi in seguito quando Roberto I (r. 1306-1329) salì al potere in Scozia. All'inizio del 1323, egli effettuò diverse importanti incursioni spingendosi in profondità in Inghilterra, circostanza che portò alla firma di una tregua nel mese di maggio dalla durata di tredici anni. Nonostante ciò, le aggressioni degli scozzesi continuarono, così come la pirateria inglese contro le imbarcazioni biancoblù. Dopo che il quattordicenne Edoardo III d'Inghilterra, di recente incoronato, fu quasi catturato dagli scozzesi durante la disastrosa disfatta riportata a Stanhope Park nel 1327, i suoi reggenti, ovvero sua madre Isabella di Francia e il suo amante Ruggero Mortimer, furono costretti a partecipare ai negoziati. La controparte inglese accettò di siglare il trattato di Edimburgo-Northampton con Bruce nel 1328, riconoscendolo come sovrano indipendente della Scozia e ponendo fine alla guerra dopo trentadue anni. Per suggellare ulteriormente la pace, il giovanissimo figlio ed erede di Roberto Davide sposò Giovanna, la sorella altrettanto giovane di Edoardo.
Il trattato fu ampiamente osteggiato in Inghilterra, tanto da passare alla storia con il nomignolo di turpis pax, ovvero "pace vergognosa". Il quindicenne Edoardo fu costretto a firmare il trattato dai suoi reggenti e non si riconciliò mai con loro. Alcuni nobili scozzesi, rifiutandosi di giurare fedeltà a Bruce, furono diseredati e lasciarono la Scozia per unire le forze con Edoardo Balliol, il figlio maggiore di re Giovanni. Roberto Bruce morì nel 1329 e il suo erede, Davide II, divenne re all'età cinque anni (r. 1329-1371). Nel 1330 Edoardo catturò Mortimer e lo fece giustiziare, rinchiuse sua madre e si affermò al potere autonomamente, senza fosse più sottoposto ad alcun reggente.

## Aggressioni dell'Inghilterra

### L'invasione inglese della Scozia del 1332

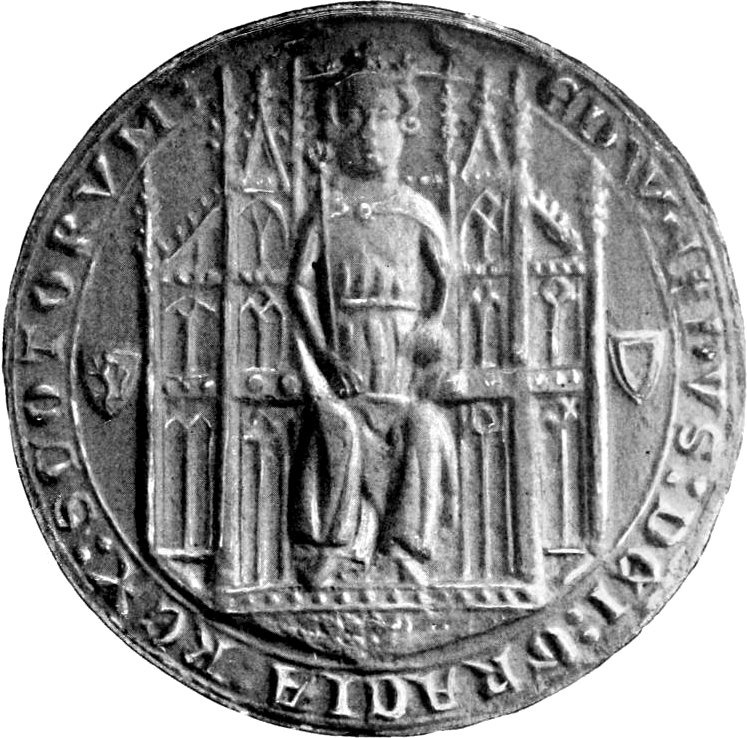
Il sigillo reale di Edoardo Balliol

Nel 1331, sotto la guida di Edoardo Balliol e del barone Enrico di Beaumont, i nobili scozzesi diseredati si riunirono nello Yorkshire per pianificare un'invasione della Scozia. Edoardo III era a conoscenza del piano e vi appose ufficialmente un veto, malgrado in gran segreto fosse ben lieto di turbare la situazione politica del suo vicino settentrionale. Proibì a Balliol di invadere via terra dall'Inghilterra, ma trascurò le sue forze che salpavano per la Scozia dai porti dello Yorkshire il 31 luglio 1332. Il reggente di Davide II, tale Thomas Randolph, I conte di Moray che vantava il titolo di guardiano di Scozia, era un soldato navigato. Egli risultava ben consapevole della situazione e stava aspettando Balliol e Beaumont, ma morì dieci giorni prima che tutti salpassero.

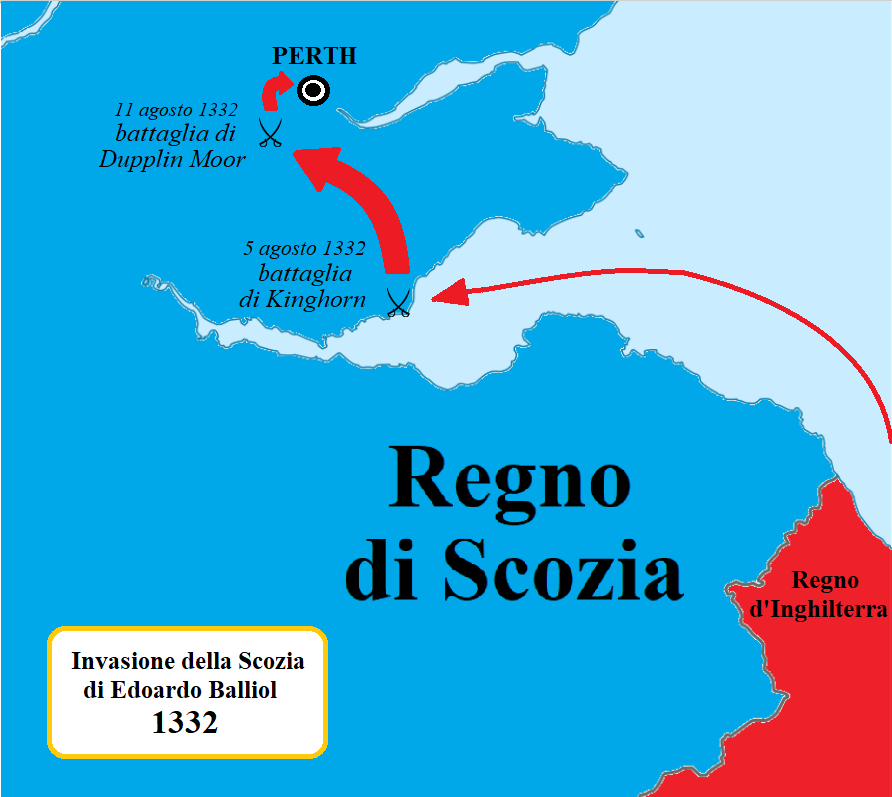
Mappa dell'invasione della Scozia condotta da Edoardo Balliol nel 1332

Balliol sbarcò a Fife il 6 agosto con una forza di meno di 2 000 uomini prevalentemente composta da inglesi. Lì incontrò immediatamente una feroce opposizione scozzese, che sbaragliò nella battaglia di Kinghorn. Cinque giorni dopo incontrò un numeroso esercito scozzese composto da 15 000-Template:Formatnum;40000 uomini agli ordini del nuovo tutore Domhnall II di Mar 3 km a sud della capitale scozzese, Perth. Gli invasori attraversarono il fiume Earn di notte attraverso un guado incustodito e si assicurarono una stabile posizione difensiva. La mattina dopo, nella battaglia di Dupplin Moor, gli scozzesi corsero ad attaccare gli inglesi, frammentandosi in più gruppi. Incapaci di spezzare la linea della cavalleria nemica, gli scozzesi rimasero intrappolati in una valle con nuove forze in arrivo dalle retrovie che li spingevano in avanti e non concedevano loro né spazio di manovra né addirittura la possibilità di usare le loro armi. Gli arcieri inglesi scoccarono le proprie frecce su entrambi i fianchi scozzesi e, in quell'occasione, molti morirono per soffocamento o furono calpestati. Alla fine gli scozzesi ruppero la propria formazione e i loro nemici inseguirono i fuggitivi fino al calar della notte. Migliaia di scozzesi morirono, tra cui Mar e gran parte della nobiltà del regno; anche Perth cadde.
Questa battaglia segnò l'inizio della seconda guerra d'indipendenza scozzese. Il 24 settembre 1332 Balliol fu incoronato re di Scozia a Scone, il tradizionale luogo di incoronazione dei monarchi scozzesi. Quasi immediatamente, Balliol concesse a Edoardo dei feudi scozzesi che includevano «la città, il castello e la contea di Berwick». Il sostegno di Balliol all'interno della Scozia era abbastanza risicato e veniva continuamente messo in discussione; si pensi al fatto che, il 7 ottobre, i sostenitori di Davide riconquistarono Perth e ne distrussero le mura. Il 16 dicembre, meno di tre mesi dopo la sua incoronazione, Balliol cadde vittima di un'imboscata dei sostenitori di Davide II durante la battaglia di Annan. Riuscì a fuggire in Inghilterra vestito a metà e cavalcando senza sella. Dopo essersi rivolto a Edoardo in cerca di aiuto, Londra abbandonò ogni pretesa di neutralità, riconobbe Balliol come re di Scozia e si preparò per il conflitto.

### L'invasione inglese della Scozia del 1333

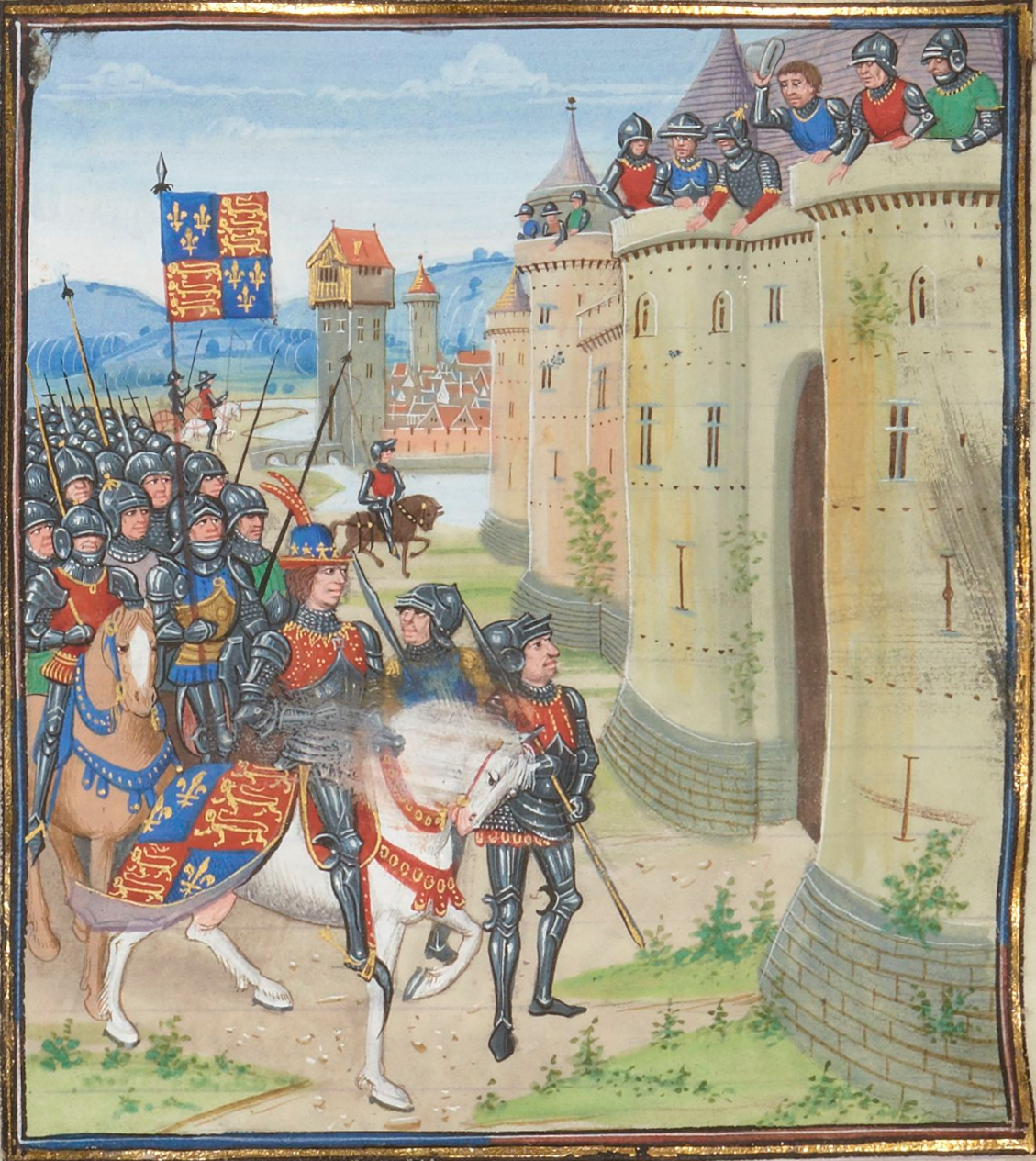
Una rappresentazione del XIV secolo dell'assedio di Berwick del 1333

Sebbene l'idea di tornare in guerra contro la Scozia non fosse universalmente accettata tra gli inglesi, Edoardo III concesse comunque a Balliol il suo appoggio. I biancoblù scagliarono delle incursioni minori nel Cumberland, invero poco fruttuose. Edoardo invase la Scozia, sostenendo che si trattava di una risposta alle aggressioni subite. Il suo obiettivo prescelto era Berwick, situata sul confine anglo-scozzese a cavallo della principale rotta militare e commerciale in entrambe le direzioni. Secondo una cronaca contemporanea, Berwick risultava «così popolosa e così fiorente che avrebbe potuto senza dubbio essere definita una nuova Alessandria d'Egitto, le cui ricchezze erano il mare e le cui acque rappresentavano le sue mura». Non si trattava di un'esagerazione: Berwick era la città commerciale principale e il dazio sulla lana imposto alla città risultava la più grossa fonte di reddito della Corona scozzese. Edoardo sperava di espugnarla e trascinare gli ostili in una battaglia campale, da lui creduta più che gestibile. Nei secoli di guerra che impegnarono i due popoli, gli scontri di larga portata erano stati rari poiché gli scozzesi preferivano la tattica della guerriglia e le rapide incursioni di confine in Inghilterra. Berwick era uno dei pochi bersagli che avrebbe potuto spingere gli scozzesi a combattere poiché, nelle parole dello storico Clifford J. Rogers, «abbandonarla era quasi impensabile».
Come prevedibile, Balliol inaugurò l'assedio di Berwick alla fine di marzo 1333 e fu raggiunto da Edoardo con il principale esercito inglese il 9 maggio. Berwick appariva robustamente difesa, ben presidiata e ottimamente rifornita di vettovaglie e armi, ma gli inglesi rafforzarono la propria pressione e, alla fine, di giugno gli attacchi via terra e via mare avevano portato Berwick allo stato di rovina e la guarnigione vicina allo stremo. Il 15 luglio fu concordata una tregua, ai sensi della quale gli scozzesi promisero di arrendersi se non fossero stati combattuti entro il tramonto del 19 luglio. In quel frangente l'esercito biancoblù guidato dal terzo guardiano di Scozia nominato nel giro di un anno, Archibald Douglas, attraversò il confine e devastò il nord-est dell'Inghilterra, ma Edoardo ignorò queste aggressioni. Appreso ciò, Douglas immaginò che la sua unica opzione rimasta fosse quella di ingaggiare direttamente gli inglesi in battaglia.
Douglas ordinò così un attacco a Halidon Hall. Per ingaggiare gli avversari, gli scozzesi dovettero avanzare in discesa, attraversare una vasta area di terreno paludoso e scalare il versante settentrionale della collina locale. La Cronaca di Lanercost, realizzata nel Medioevo in Inghilterra e relativa alle vicende che segnarono le guerre d'indipendenza scozzesi, racconta così l'evento:
(Cronaca di Lanercost)
Gli scozzesi subirono svariate perdite e la parte inferiore della collina fu disseminata di morti e feriti. I sopravvissuti proseguirono verso l'alto, facendosi strada tra la fittissima pioggia di frecce, come riferisce una fonte anonima coeva citata da Ranald Nicholson. L'esercito scozzese ruppe la formazione e vari soldati tentarono la fuga raggiungendo i cavalli nell'accampamento mentre venivano inseguiti dagli inglesi. Le vittime scozzesi furono migliaia, inclusi Douglas e cinque conti morti sul campo. Alcuni tentarono la fuga gettandosi nelle acque e annegando in mare; gli scozzesi che si arresero furono invece uccisi per ordine di Edoardo III sia subito dopo la battaglia sia il 20 luglio, ovvero nella mattinata successiva. Le cronache riferiscono che le vittime inglesi furono quattordici, mentre alcune ne citano addirittura soltanto sette. Pur trattandosi di cifre poco credibili, è assolutamente realistico immaginare che le perdite inglesi furono assai risicate. Quando la tregua di Berwick scadde il 20 luglio, la città portuale si arrese.

### Il riscatto scozzese del 1334
Territorio scozzese non rivendicato dall'Inghilterra
     Territorio scozzese ceduto
     Regno d'Inghilterra

Il territorio ceduto all'Inghilterra da Edoardo Balliol.
Territorio scozzese non rivendicato dall'Inghilterra
Territorio scozzese ceduto
Regno d'Inghilterra

Nel maggio del 1334 Davide fuggì dalla Scozia, rifugiandosi in Francia su invito del suo re, Filippo VI. Il 19 giugno Balliol rese omaggio a Edoardo per la Scozia, dopo aver ceduto formalmente all'Inghilterra le otto contee del sud-est del regno in cui si era insediato. Balliol governò lo Stato scozzese privo di Perth e tentò di reprimere i focolai di resistenza ancora attivi. L'obiettivo comune degli invasori fu in teoria raggiunto, poiché Davide e i suoi sostenitori detenevano soltanto cinque fortificazioni nell'intera Scozia. Tuttavia gli alleati di Balliol presto litigarono tra di loro, evento che a sua volta incoraggiò i sostenitori di Davide. Gli alleati divisi di Balliol si dimostrarono bersagli più facili da prendere ed essi furono catturati, costretti a lasciare la Scozia o cambiarono schieramento. I francesi, scontenti dell'espansione inglese in Scozia, appoggiarono e finanziarono segretamente i lealisti di Bruce, malgrado non sia chiaro da quando. Balliol si ritirò a Berwick dove convinse Edoardo a trascorrere l'inverno del 1334-1335 a Roxburgh. Entrambi guidarono escursioni nelle pianure occidentali circostanti, distruggendo allo stesso modo la proprietà di amici e nemici, ma non trovarono truppe scozzesi, mentre altri ex sostenitori di Balliol disertarono alla fazione di Bruce. I principali nobili filo-Bruce chiesero formalmente a Filippo di intervenire militarmente.

### Coinvolgimento della Francia
Sin dalla conquista normanna del 1066, i monarchi inglesi detenevano titoli e terre all'interno della Francia, il cui possesso li rendeva vassalli dei re di Francia. La condizione riservata ai feudi francesi in mano al re inglese fu una delle principali cause di conflitto tra le due monarchie per tutto il Medioevo. I monarchi cisalpini cercarono sistematicamente di frenare la crescita di Londra, sottraendo terre non appena se ne presentava l'opportunità. Nel corso dei secoli, il numero di feudi inglesi in Francia aveva subito diverse variazioni; nel 1334, alla corona inglese appartenevano la sola Guascogna, nel sud-ovest della Francia, e il Ponthieu, nel nord. La Guascogna rappresentava un territorio importante per Edoardo; il dazio riscosso dalla Corona sul vino locale ammontava a un valore superiore a quello di qualsiasi altra imposta doganale messa assieme, oltre a costituire di gran lunga il maggiore introito. Nel 1320 Edoardo, in qualità di duca d'Aquitania, rese omaggio a Filippo per la Guascogna.
La Francia aveva già stipulato un'alleanza con la Scozia nota come Auld Alliance, nata a scopo difensivo e deterrente nel 1295 e rinnovata nel 1326. Nel 1331, dopo sei anni di negoziati spesso accessi, Edoardo e Filippo avevano appianato la maggior parte delle proprie divergenze stipulando un accordo formale. Una volta giunti a questa intesa, Filippo aveva avviato i preparativi per una crociata da compiere in Terra santa, per la quale avrebbe avuto bisogno almeno dell'acquiescenza inglese e di un sostegno quanto meno formale.
All'inizio del 1335 Filippo inviò un ambasciatore in Inghilterra, che incontrò Edoardo a Newcastle il 18 febbraio e mise in dubbio la legittimità dell'aggressione compiuta, a detta di Edoardo, a scopo difensivo contro la Scozia. Edoardo tergiversò, ma diede il permesso all'ambasciatore di tentare di negoziare una soluzione pacifica. Fu concordata una tregua che preservò la propria efficacia fino alla metà del 1335. L'alta nobiltà scozzese si divise e non fu in grado di concordare una posizione per i negoziati di pace, mentre Edoardo sfruttò il periodo di quiete come opportunità per accrescere le sue finanze e radunare in prospettiva un esercito.

### L'invasione inglese della Scozia del 1335-1336

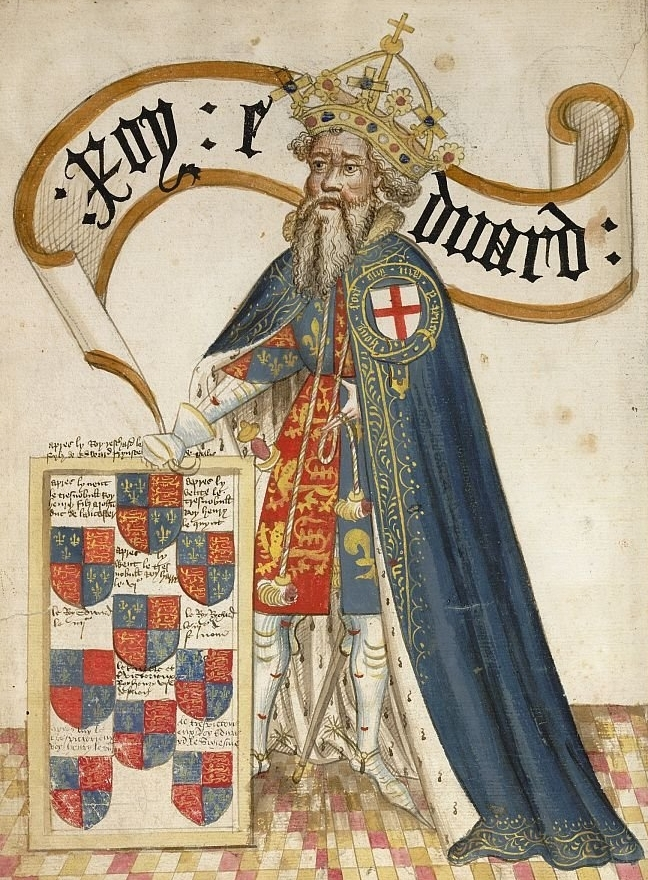
Edoardo III nella veste di capo dell'Ordine della Giarrettiera. Illustrazione del 1430-1440, tratta dal Bruges Garter Book

Durante la primavera del 1335 Edoardo radunò un esercito di oltre 13 000 uomini sul confine scozzese, il più grande che avesse mai guidato contro gli scozzesi, programmando la sua invasione fino alla scadenza della tregua. Consapevoli dei suoi piani, anche i lealisti di Bruce si stavano preparando all'inevitabile conflitto, mettendo da parte le loro divergenze personali ed evacuando le Central Lowlands in vista dell'invasione. A luglio Edoardo guidò parte delle sue forze a settentrione, da Carlisle a Glasgow. Lì si unì al resto delle truppe, le quali avevano marciato da Berwick sotto Balliol, alla fine del mese. Gli scozzesi applicarono la tattica della terra bruciata senza ingaggiare gli avversari, così come gli inglesi devastarono tutte le colture situate sul loro cammino. La forza combinata guidata da Edoardo e Balliol marciò verso nord per occupare la capitale scozzese, Perth, lasciandosi andare a saccheggi e ampie devastazioni, nella speranza di costringere gli scozzesi a combattere.
I cisalpini, esasperati dalle notizie che provenivano oltremanica, radunarono un esercito di 6 000 uomini da inviare in Scozia per restaurare Davide II e iniziarono ad interferire nei possedimenti inglesi situati in Francia, minacciando anche di confiscarli. Le navi scozzesi e francesi che salpavano dai porti della Francia attaccarono le navi inglesi nel Canale della Manica e sbarcarono negli insediamenti sulla costa meridionale inglese. Filippo scrisse a Edoardo chiedendogli di sottoporre le rivendicazioni rivali sul trono scozzese all'arbitrato di papa Benedetto XII, al fine di evitare una guerra anglo-francese. Edoardo rigettò questa richiesta, ma concordo in Scozia una tregua che durò dalla metà di ottobre del 1335 al 3 maggio 1336. Il trattato non riguardava le forze di Balliol e consentiva alla fazione di Bruce di concentrarsi contro i sostenitori di Balliol. Il 30 novembre Andrew Murray guidò 1 100 lealisti di Bruce contro una più ampia forza filo-Balliol comandata da David III Strathbogie nella battaglia di Culblean, sconfiggendoli e uccidendo Strathbogie. Si trattò della prima delle numerose vittorie compiute contro Balliol e i suoi seguaci, le quali risollevarono il morale scozzese e ridussero Balliol alla completa dipendenza dalle armi inglesi.
Filippo fu convinto dal papa a rinviare qualsiasi azione militare contro l'Inghilterra, in parte per non scongiurare la possibilità che si potesse compiere una crociata. Nel marzo 1336 Filippo convinse Davide II a rifiutare un trattato di pace che Murray, nominato nel frattempo reggente e tutore della Scozia, era disposto ad accettare. Filippo, a sua volta, si impegnò a riportare Davide sul trono scozzese. I francesi costruirono più di 500 navi in Normandia con le quali progettarono di trasportare un esercito in Scozia e sbarcarne un altro a Portsmouth. Mentre Edoardo trascorreva la primavera raccogliendo fondi per la guerra scozzese e stringendo accordi per proteggere la costa meridionale inglese, i suoi subordinati più a nord attaccarono ripetutamente gli scozzesi. Questi ultimi adottarono perlopiù la tattica delle incursioni su scala minore e furono sconfitti tutte le volte che cercarono di impegnarsi in una stabile resistenza. Pertanto la tattica della terra bruciata finì per fare nuovamente da padrona, con il risultato che fu distrutta anche Perth in quella circostanza. Informato dell'imminente sbarco francese in Scozia, Edoardo cavalcò rapidamente verso nord, raggiungendo Balliol a Perth il 28 giugno. Poiché i cisalpini non arrivarono allora, Edoardo guidò 800 uomini a metà luglio, cinse d'assedio Lochindorb, situata 160 km a nord di Perth, e devastò la costa orientale della Scozia tra il Firth of Tay e il Moray Firth. Forres e Aberdeen furono rase al suolo, poiché quest'ultima rappresentava un potenziale porto di sbarco per qualsiasi flotta nemica. Murray, dal canto suo, continuò a evitare uno scontro in campo aperto.

## Ingresso francese nel conflitto

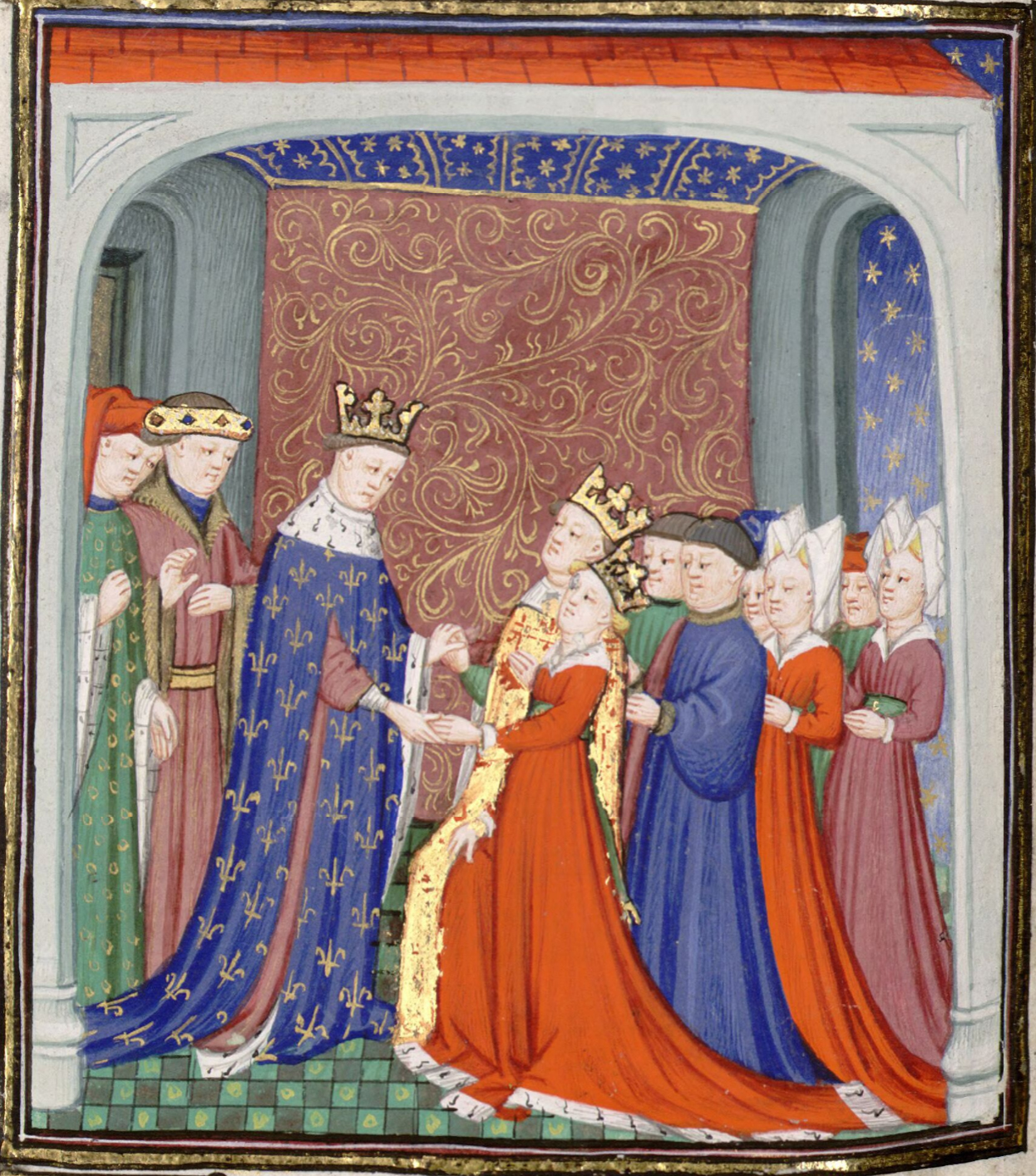
Filippo VI riceve Davide II e sua moglie Giovanna. Illustrazione tratta da un manoscritto del XV secolo

Durante l'estate del 1336, un'ambasciata inglese tentò di negoziare con Filippo e Davide. Il 20 agosto Filippo respinse le proposte inglesi e promise pieno sostegno militare ai sostenitori di Davide. I corsari francesi iniziarono immediatamente una nuova serie di attacchi alle navi e ai porti inglesi, scatenando il panico lungo la costa meridionale dell'isola. Era la metà di settembre prima che Edoardo ricevesse la notizia e tornasse in Inghilterra. Arrivato troppo tardi per colpire le navi francesi, impose nuove tasse ai suoi sudditi per finanziare la guerra e tornò in Scozia per svernare in una fortezza situata sul fiume Clyde. Gli scozzesi continuarono la loro politica delle razzie contro i propri avversari, consapevoli del fatto che il continuo stato di guerra aveva provocato carestie e malattie ovunque in Scozia e non poteva consentire di realizzare operazioni militari di natura diversa. Murray ordinò perfino la distruzione dei castelli di Dunnottar, Kinneff e Lauriston per impedire a Edoardo di usarli. La pressione politica e legale dei francesi aumentò e Filippo preparò il suo esercito per invadere la Guascogna nel 1337. Edoardo tornò di nuovo in Inghilterra nel dicembre 1336 per pianificare una guerra con la Francia in primavera e i tentativi papali di mediazione furono accantonati.
Dall'inizio del 1337 i lealisti di Bruce approfittarono della distrazione inglese in Francia. Così Murray e William Douglas, Lord di Liddesdale, invasero il Fife. Edoardo credeva che i francesi costituissero la minaccia maggiore, motivo per cui non si preoccupò di inviare rinforzi né era in grado di farlo, considerato il numero di soldati a sua disposizione. I comandanti inglesi locali riuscirono a fare ben poco, considerate le scarse risorse a disposizione. All'inizio dell'estate la Scozia settentrionale era stata invasa e il grosso delle fortificazioni inglesi lì costruite cadde in rovina. Ad aprile un altro esercito scozzese invase Galloway, detenuta da Balliol, e la devastò. Il 24 maggio 1337, il Gran Consiglio di Filippo stabilì che la Guascogna e il Ponthieu dovevano ritornare nelle mani della corona parigina sulla base del fatto che Edoardo aveva violato i suoi obblighi di vassallo. Questo evento segnò l'inizio della guerra dei cent'anni, che sarebbe durata per più di un secolo. Con il passare degli anni gli scozzesi fecero irruzione nelle Lowlands, assediando il castello di Edimburgo a novembre e attaccando persino Carlisle, in Inghilterra, e il Cumberland. Nonostante l'urgente necessità di truppe per affrontare Parigi, Edoardo stavolta scelse di inviare dei rinforzi in Scozia, malgrado con scarso effetto.

### Rinascita scozzese, 1338-1346
Edoardo aveva bisogno di proteggere la costa della sua isola dai francesi e stava tentando di formare un esercito da campo per fare di nuovo una campagna nel continente, ma reclutò ancora abbastanza truppe per avviare una spedizione in Scozia nel 1338. I francesi continuarono a rifornire gli scozzesi, che ebbero più volte la meglio dei combattimenti. Dopo diverse campagne cruenti, in cui entrambe le parti distrussero deliberatamente raccolti e villaggi per limitare la libertà di manovra dei loro avversari, gli scozzesi logorarono gli inglesi. Le forze e le navi francesi fornirono assistenza per la riconquista di Perth nel 1339. Nel 1340 l'influenza inglese in Scozia appariva limitata a una manciata di fortificazioni, di cui Stirling era la più settentrionale. Tutte le altre roccaforti stavano soffrendo assedi, si trovavano prive di rifornimenti o erano impossibili da raggiungere via mare dall'Inghilterra a causa della presenza di navi francesi. Le ostilità vennero frequentemente interrotte da tregue, che non sempre vennero rispettate.

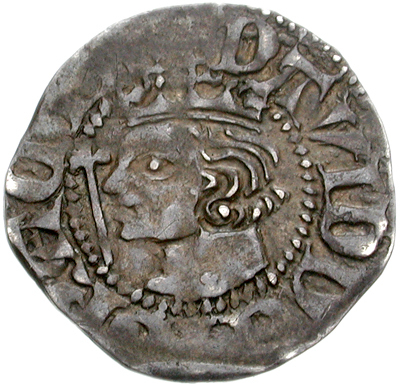
Una moneta raffigurante Davide II

Nel 1341 i combattimenti con gli inglesi erano cessati, ma la nobiltà scozzese era lacerata da faide intestine. L'adolescente Davide II tornò in Scozia il 2 giugno con sua moglie Giovanna, la sorella di Edoardo, e tentò di stabilire la propria autorità e accrescere la sua popolarità, causando al contrario ancora maggiori frizioni. Tuttavia, gli inglesi furono costantemente respinti, con Stirling che capitolò agli scozzesi nel marzo 1342 dopo un lungo assedio. A seguito di tale conquista, a nord dell'immediata zona di confine con la Scozia non vi erano più roccaforti presidiate dagli inglesi. Nello stesso frangente, il robusto castello di Roxburgh crollò grazie all'impiego di scale d'assedio nello stesso mese. Le difficoltà di Davide nell'imporre la sua autorità si ridussero quando ricompensò Alexander Ramsay di Dalhousie per aver riconquistato Roxburgh, nominandolo conestabile della stessa città e sceriffo del Teviotdale. Ciò fece infuriare William Douglas, Lord di Liddesdale, che aveva tentato più volte senza riuscirci di riprendere Roxburgh e al quale, secondo alcune fonti, erano state già promesse le stesse cariche. Douglas reagì imprigionando Ramsay e facendolo morire di fame. Nel 1345, Davide poteva dire di aver ristabilito un certo controllo politico sulla potente nobiltà scozzese, la quale continuò a incentivare la tattica delle incursioni continue in Inghilterra.

### Invasione scozzese dell'Inghilterra del 1346

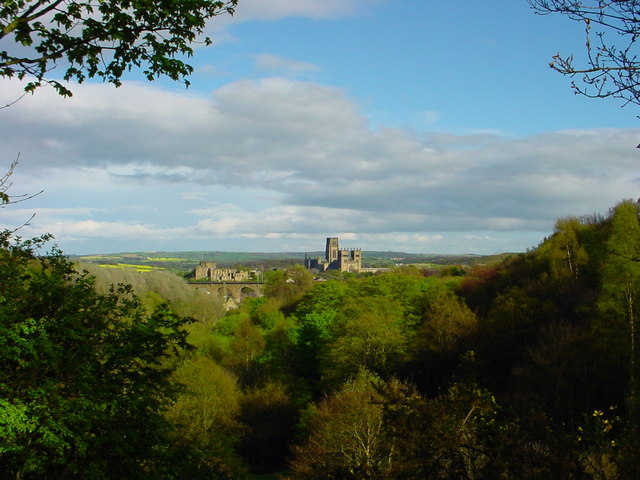
Le campagne a ridosso di Durham, nei pressi delle quali si svolse l'omonima battaglia

Nel luglio 1346 Edoardo III sbarcò in Normandia alla testa di un esercito di 15 000 uomini. Filippo implorò Davide di adempiere agli obblighi scozzesi derivanti dall'Auld Alliance e di invadere l'Inghilterra: «Ti prego, ti imploro [...] Fai per me quello che farei volentieri per te in una tale crisi e fallo quanto prima [...] possibile». Avendo gli inglesi inviato truppe anche in Guascogna, Bretagna e nelle Fiandre, Filippo descrisse il nord dell'Inghilterra come «un vuoto indifeso». Davide si convinse del fatto che erano rimaste poche truppe a presidiare le ricche città dell'Inghilterra settentrionale, ma al contrario quando gli scozzesi si addentrarono nella regione furono agevolmente respinti dai difensori locali. Davide concordò dunque una tregua, durata fino al 29 settembre, funzionale a consentirgli di mobilitare ogni singolo uomo dell'esercito scozzese.
Il 7 ottobre gli scozzesi invasero l'Inghilterra con circa 12 000 uomini. Molti disponevano di armi e armature all'avanguardia fornite dalla Francia. Un piccolo numero di cavalieri cisalpini marciò al fianco degli scozzesi. I cronisti scozzesi e inglesi dell'epoca e gli storici moderni hanno descritto la campagna come la spedizione scozzese più solida e meglio organizzata a livello di equipaggiamento del Trecento. L'invasione era attesa da tempo dagli inglesi e, quando riunì il suo esercito per invadere la Francia, Edoardo aveva già esentato le contee a nord del fiume Humber. Una volta che gli scozzesi inaugurarono la campagna, fu rapidamente mobilitato un esercito composto da circa 6 000-7 000 uomini e comandato da William de la Zouche, l'arcivescovo di York, che era Lord Warden delle Marches, e Ralph Neville, II Barone di Neville. Gli scozzesi furono colti di sorpresa dall'arrivo degli inglesi vicino a Durham.
Il 17 ottobre i due eserciti si affrontarono. Una situazione di stallo durò fino al pomeriggio, quando gli inglesi inviarono dei soldati equipaggiati di archi lunghi a infastidire le linee scozzesi. Il conte di Menteith, John Graham, tentò di spazzare via gli arcieri inglesi con una carica di cavalleria, ma fallì nel suo intento. Sia pur in questa maniera, gli arcieri riuscirono a provocare l'attacco della principale forza scozzese. Quando la prima delle tre divisioni scozzesi giunse al combattimento corpo a corpo era già stata disorganizzata dal terreno accidentato e dal fuoco degli arcieri inglesi e fu facilmente affrontata. Vedendo respinto il loro primo attacco ed essendo anch'essa tormentata dagli arcieri inglesi, la terza e più grande divisione scozzese, collocata sul fianco sinistro e guidata dal conte di March e da Robert Stewart, si disunì e fuggì. Gli inglesi si distanziarono dagli scozzesi rimasti sotto Davide II e lanciarono ancora delle frecce. La cavalleria inglese attaccò e, dopo aver sbaragliato quei soldati che secondo lo storico britannico Jonathan Sumption combatterono con «feroce ardore», gli scozzesi rimanenti tentarono senza successo di ritirarsi e furono annientati. Davide, gravemente ferito, fu catturato dopo essere fuggito dal campo degli scontri, mentre il resto dell'esercito scozzese fu inseguito dagli inglesi fino a notte fonda. La battaglia di Durham si concluse con la morte o l'uccisione di cinquanta baroni scozzesi e la perdita di quasi tutto l'arsenale e il potenziale bellico biancoblù.

## Prigionia di Davide II

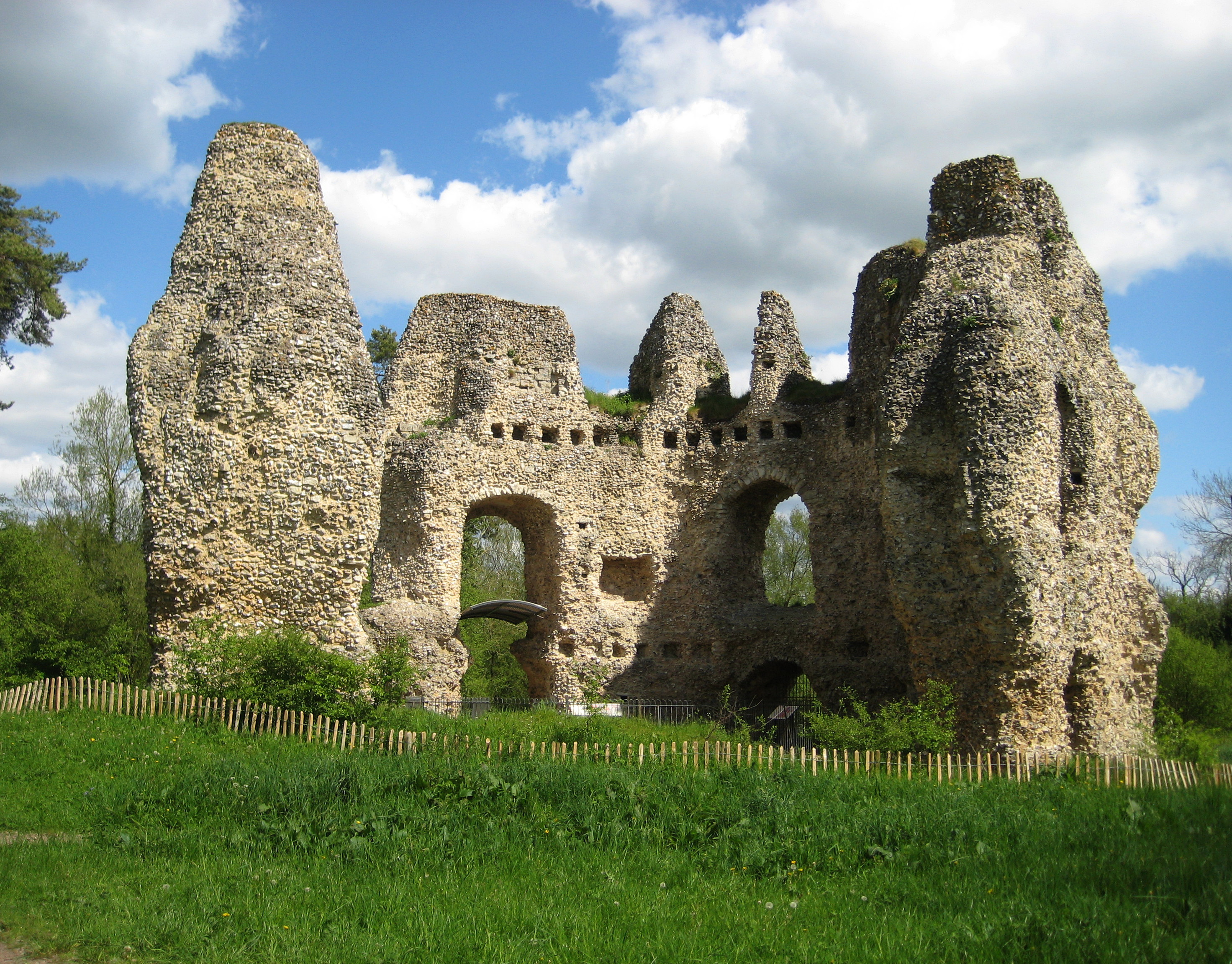
Rovine del castello di Odiham, nell'Hampshire, dove Davide II fu imprigionato dal 1346 al 1357

Con Davide fatto prigioniero, Balliol, il quale aveva combattuto a Durham, iniziò a reclutare le forze per una nuova spedizione da compiere contro la Scozia. Neville e Henry de Percy, II barone di Percy, sfruttarono rapidamente il vantaggio inglese nell'area di confine anglo-scozzese. La successiva campagna di Balliol riportò alla sua fedeltà alcune delle comunità del sud, ma nel complesso si registrarono pochi progressi. Constatato lo stato di prigionia del loro re, gli scozzesi nominarono Stewart guardiano di Scozia e reggente per conto di Davide. Stewart era il nipote di Davide e il più papabile erede, tanto che fu in futuro re di Scozia con il nome di Roberto II. Pur potendosi fare affidamento su Stewart per difendere la Scozia da Balliol e dagli inglesi, il reggente si dimostrò più interessato ad assicurare la sua posizione piuttosto che tutelare gli interessi del re ancora in carica. L'autorità di Stewart era debole, poiché dipendeva in gran parte dalla sua veste di rappresentante di Davide; quest'ultimo, nelle maniere in cui gli era possibile, stava tentando di controllare gli affari della sua terra dall'Inghilterra. Bisogna altresì sottolineare del fatto che Davide diffidava di suo nipote, considerata la sua fuga dal campo di battaglia.
Edoardo tentò di scendere a patti con gli scozzesi, sfruttando Davide come banco di contrattazione. I dettagli dei negoziati non risultano chiari, ma pare che nel 1348 Edoardo consigliò a Davide di gestire la Scozia a titolo di feudo su concessione dell'Inghilterra, nominando Edoardo o uno dei suoi figli come suo successore se fosse morto senza figli. Nel 1350, il re inglese si offrì di riscattare Davide per 40 000 sterline, la revoca dell'esilio destinata nei confronti dei sostenitori scozzesi di Balliol e la nomina del giovane figlio di Edoardo Giovanni di Gaunt come successore di Davide, qualora il re fosse morto senza avere figli. Nel corso dei negoziati, la condizione secondo cui la Scozia sarebbe stata assegnata a titolo di feudo fu accantonata. A Davide fu consentito di tornare brevemente in Scozia all'inizio del 1352 per tentare di negoziare un accordo. Stewart non era incline a sostenere alcun termine che lo rimuovesse dalla successione, motivo per cui si organizzò e riuscì a fare in modo che il Parlamento di Scozia respingesse i termini di Edoardo nel marzo 1352, costringendo Davide a ritornare in prigione a sud. Ancora preoccupato per la guerra in Francia, Edoardo riprovò nel 1354 ad avanzare una semplice richiesta di riscatto, tacendo sulla questione inerente alla pretesa inglese di sovranità sulla Scozia. Anche gli scozzesi rifiutarono di intavolare queste trattative, in parte perché ciò avrebbe lasciato aperta la possibilità di ulteriori tentativi inglesi di portare la Scozia sotto il loro controllo.

### L'invasione inglese della Scozia del 1356

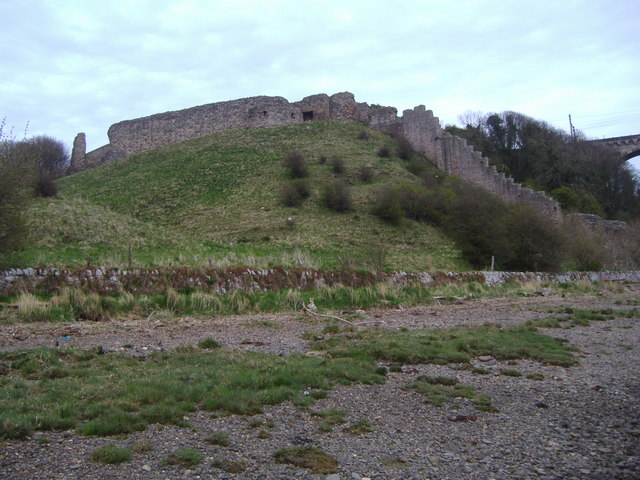
Una sezione delle mura medievali di Berwick

Le tensioni sul confine anglo-scozzese portarono a un potenziamento militare da entrambe le parti nel 1355. A settembre fu concordata una tregua di nove mesi e la maggioranza delle forze inglesi salpò per prendere parte alla cosiddetta campagna in chevauchée di Edoardo III del 1355 nel nord della Francia. Pochi giorni dopo aver concordato la tregua, gli scozzesi, incoraggiati e sovvenzionati dai francesi, violarono i termini invadendo e devastando il Northumberland. Alla fine di dicembre, ebbe luogo l'assedio di Berwick e l'attacco del castello locale. L'esercito inglese si spostò dalla Francia a Newcastle, nel nord dell'Inghilterra.
Gli inglesi avanzarono a Berwick, riconquistarono la città e si trasferirono a Roxburgh, nel sud della Scozia, a metà gennaio 1356. Lì, il 20 gennaio, Balliol rinunciò alla sua posizione nominale di re di Scozia in favore di Edoardo, suo sovrano, in cambio di una generosa pensione. Da Roxburgh gli inglesi avanzarono in direzione di Edimburgo, lasciando una scia di devastazione di 80-100 km alle loro spalle. I difensori praticarono la loro ormai tradizionale tattica della terra bruciata, rifiutando la battaglia e rimuovendo o distruggendo tutti i raccolti presenti nel proprio territorio. Gli inglesi raggiunsero e incendiarono Edimburgo, venendo riforniti via mare a Haddington. Edoardo intendeva marciare su Perth, forse per essere incoronato re di Scozia nella vicina Scone. Tuttavia, i venti contrari impedirono il movimento della flotta di cui aveva bisogno per rifornire le armate fedeli a Londra. In attesa di un vento migliore, gli inglesi saccheggiarono completamente Lothian. Una tempesta invernale allontanò la flotta inglese e la disperse, costringendo le truppe sulla terraferma a ritirarsi. Il ritorno avvenne attraverso Melrose, territorio scozzese ancora ampiamente devastato, ma questa volta inseguito dalle forze scozzesi. L'esercito inglese raggiunse Carlisle alla fine di febbraio e gli scozzesi ne approfittarono per espugnare due castelli avversari. Ad aprile fu per l'ennesima volta stipulata una tregua.

### Il trattato di Berwick del 1357

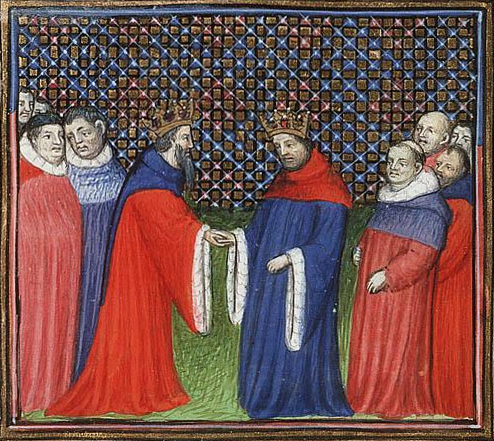
Davide II riconosce Edoardo III come suo feudatario, come raffigurato nel 1410

Nel settembre 1356 i francesi riportarono una disastrosa sconfitta nella battaglia di Poitiers. Su 14 000-16 000 soldati francesi, circa 6 000 furono fatti prigionieri, incluso il re di Parigi stesso. La posizione di vantaggio assunta dall'Inghilterra dopo Poitiers coincise con il rischio che Edoardo III riorganizzasse ulteriori campagne contro la Scozia. Senza alcuna prospettiva di ricevere ulteriore assistenza militare o finanziaria da parte dei cisalpini, gli scozzesi negoziarono un riscatto di 100 000 marchi (circa 77 000 € attuali) per il ritorno di Davide. Sulla base del trattato di Berwick, il riscatto doveva essere pagato nel giro di dieci anni da versare in altrettante rate il 24 giugno (San Giovanni Battista) di ogni anno. Come garanzia per il pagamento, ventitré nobili scozzesi dovettero rimanere in Inghilterra. Il trattato proibiva agli scozzesi di ingaggiare guerra a Edoardo III e viceversa fino a quando la somma non fosse stata pagata del tutto.
Con la firma del trattato di Berwick, la seconda guerra d'indipendenza scozzese si concluse definitivamente. Nella sostanza, Edoardo aveva ottenuto poco e gli scozzesi avevano preservato la propria indipendenza. Tuttavia, l'accordo assumeva in contorni di una tregua e non di un trattato di pace, tanto che mentre rimase in vigore per i quattro decenni successivi i combattimenti continuarono in modo intermittente. Le ostilità su larga scala ripresero nel 1400, quando il re inglese Enrico IV (r. 1399-1413) condusse un esercito a Lothian.
Davide tornò in Scozia per affrontare le rivalità presenti nell'aristocrazia locale. Accusato di sostenere uno stile di vita piena di lussi e troppo costosa, dovette reprimere una ribellione nel 1360, ma in seguito assicurò la sua posizione sul trono. Sua moglie Giovanna non tornò in Scozia con lui, perché si era legata sentimentalmente a un'amante inglese conosciuto durante gli undici anni di prigionia. Il trattato impose alla Scozia una serie di difficoltà finanziarie, sia pur meno gravose delle continue devastazioni causate dell'esercito inglese. Davide smise tuttavia di pagare dopo aver pagato soltanto 20 000 marchi del debito, con il risultato che seguirono delle rinegoziazioni poi terminate con una riduzione del quantitativo da versare a Londra.

### Esplicative
1. ↑  La Cronaca di Brut, uno scritto inglese medievale, riferisce che gli inglesi «eseguirono vari assalti ricorrendo a baliste e altre macchine d'assedio, per mezzo delle quali distrussero molte belle case; e vennero rase al suolo anche delle chiese, per mezzo di grosse pietre sparati dalle baliste e da altre macchine d'assedio»: Brie (1960), p. 281. I rapporti successivamente inviati dai soldati dalla città al re parlano anche di chiese e di case «abbattute» durante l'assedio: Nicholson (1961), p. 28.
2. ↑  La cartina è stata realizzata sulla base degli studi compiuti da Jonathan Sumption: Sumption (1990), p. 131.
3. ↑  Il più antico finanziamento certo di cui si ha conoscenza fornito dai francesi agli scozzesi risale all'inizio di febbraio 1335: Sumption (1990), p. 146.
4. ↑  Ovvero il giorno di Sant'Andrea, santo patrono della Scozia: Rogers (2014), p. 108.
5. ↑  William Douglas, I conte di Douglas partecipò a capo di 200 scelti uomini d'arme scozzesi; molti furono uccisi e Douglas venne gravemente ferito, pur riuscendo a fuggire: Sumption (1999), p. 239; Rogers (2014), pp. 378-379, 381.

### Bibliografiche
1. 1 2  Sumption (1990), p. 60.
2. ↑  Nicholson (1974), pp. 102-104, 106.
3. 1 2  Sumption (1990), p. 62.
4. ↑  Nicholson (1974), p. 117.
5. 1 2 3  Nicholson (1974), p. 120.
6. ↑  Weir (2006), pp. 313-314.
7. ↑  Ormrod (2012), p. 167.
8. 1 2  Sumption (1990), pp. 124, 126.
9. 1 2  DeVries (1998), p. 116.
10. ↑  Rogers (2014), pp. 39-44.
11. ↑  Rogers (2014), pp. 43-46.
12. ↑  DeVries (1998), pp. 119-120.
13. 1 2  Nicholson (1961), p. 19.
14. ↑  Rodwell (2013), p. 25.
15. ↑  Maxwell (1913), pp. 274-275.
16. ↑  Sumption (1990), p. 12.
17. ↑  Brown (2004), p. 235.
18. 1 2  Nicholson (1961), pp. 23-24.
19. ↑  Rogers (2010), p. 144.
20. ↑  Mackay (2009), p. 111.
21. ↑  Ormrod (2012), p. 161.
22. ↑  Rogers (2014), pp. 69, 76.
23. 1 2  Prestwich (1988), p. 469.
24. 1 2  Rogers (2014), p. 61.
25. ↑  Nicholson (1961), p. 22.
26. ↑  Nicholson (1961), p. 23.
27. 1 2 3 4  Sumption (1990), p. 130.
28. ↑  Hall (1999), p. 267.
29. ↑  Nicholson (1961), pp. 32-33.
30. ↑  Nicholson (1961), p. 36.
31. ↑  Maxwell (1913), p. 279.
32. ↑  Nicholson (1961), p. 39.
33. ↑  Nicholson (1961), p. 41.
34. ↑  King (2002), p. 281.
35. 1 2  Strickland e Hardy (2011), p. 188.
36. 1 2  Nicholson (1961), p. 42.
37. ↑  Sumption (1990), p. 130.
38. ↑  Tuck (2002), p. 148.
39. ↑  Nicholson (1974), p. 130.
40. ↑  Ormrod (2008).
41. ↑  Rogers (2014), p. 79.
42. ↑  Nicholson (1974), p. 129.
43. ↑  Rogers (2014), pp. 77-78.
44. ↑  Rogers (2014), pp. 80-81.
45. ↑  Sumption (1990), pp. 139, 142.
46. ↑  Brown (2004), p. 238.
47. ↑  Prestwich (2005), p. 394.
48. ↑  Harris (1994), p. 8.
49. ↑  Sumption (1990), pp. 39/40.
50. ↑  Prestwich (2005), p. 304.
51. ↑  Crowcroft e Cannon (2015), pp. 379-380.
52. ↑  Rogers (2014), pp. 88-90.
53. ↑  Sumption (1990), pp. 142-143.
54. ↑  Sumption (1990), p. 144.
55. ↑  Sumption (1990), pp. 145-147, 149-150.
56. ↑  Rogers (2014), pp. 94-96, 107-108.
57. ↑  Sumption (1990), p. 153.
58. ↑  Brown (2004), p. 239.
59. 1 2  Rogers (2014), pp. 113-118.
60. 1 2  Sumption (1990), pp. 163-167, 171, 173.
61. ↑  Sumption (1990), p. 179.
62. ↑  Sumption (1990), p. 184.
63. ↑  Sumption (1990), p. 214.
64. ↑  Brown (2004), p. 285.
65. ↑  Sumption (1990), p. 347.
66. 1 2 3 4 5 6 7  Webster (2004b).
67. ↑  Brown (2002), p. 127.
68. ↑  Sumption (1990), p. 408.
69. ↑  Brown (2004), pp. 245-247.
70. ↑  Sumption (1990), p. 500.
71. ↑  Sumption (1990), p. 504.
72. 1 2 3  Penman (2004), pp. 157-180.
73. ↑  Brown (2004), p. 247.
74. ↑  Maxwell (1913), p. 330.
75. ↑  Sumption (1990), p. 550.
76. ↑  Wagner (2006a), pp. 228-229.
77. ↑  Burne (1999), p. 218.
78. ↑  Prestwich e Rollason (1998), p. 143.
79. ↑  DeVries (1998), p. 181.
80. ↑  Maxwell (1913), pp. 336, 339.
81. ↑  Sumption (1990), pp. 552-553.
82. ↑  Sadler (2013), p. 283.
83. ↑  Sumption (1990), p. 553.
84. ↑  Sumption (1990), pp. 552-553.
85. ↑  Maxwell (1913), p. 341.
86. ↑  Sumption (1999), p. 143.
87. ↑  Brown (2004), p. 248.
88. ↑  Sadler (2013), p. 228.
89. ↑  Boardman (2006), pp. 3, 40.
90. ↑  Brown (2004), p. 249.
91. ↑  Nicholson (1974), pp. 149-150.
92. 1 2  Brown (2004), p. 251.
93. ↑  Duncan (2004).
94. ↑  Nicholson (1974), p. 158.
95. ↑  Sumption (1999), pp. 169-170.
96. ↑  Nicholson (1974), p. 160.
97. ↑  Sumption (1999), pp. 170-171, 174, 187.
98. ↑  Rogers (2014), p. 335.
99. 1 2  Rogers (2014), p. 339.
100. 1 2  Sumption (1999), p. 189.
101. 1 2 3  Nicholson (1974), p. 162.
102. ↑  Nicholson (1974), pp. 161-162.
103. ↑  Rogers (2014), pp. 339-340.
104. ↑  Rogers (2014), p. 340.
105. ↑  Rogers (2014), pp. 377, 377 n. 150, 383-384.
106. ↑  Hoskins (2011), pp. 191-192.
107. 1 2 3  Wagner (2006b), p. 109.
108. 1 2  Given-Wilson e Bériac (2001), p. 809.
109. ↑  Brown (2002), p. 143.
110. ↑  Given-Wilson (2016), pp. 168-170.
111. ↑  Brown (2004), pp. 244-245.

### Fonti primarie
- (EN) The Chronicle of Lanercost, 1272-1346, traduzione di Herbert Maxwell, Glasgow, J. Maclehose, 1913, OCLC 27639133.
- (EN) Friedrich Brie, The Brut; or, The Chronicles of England, collana Early English Text Society (repr. ed.), Oxford, Oxford University Press, 1960, OCLC 15591643.

### Fonti secondarie
- (EN) Stephen I. Boardman, Robert II, in Oxford Dictionary of National Biography, Oxford University Press, maggio 2006, DOI:10.1093/ref:odnb/23713.
- (EN) Chris Brown, The Second Scottish Wars of Independence, 1332-1363, Stroud, Tempus, 2002, ISBN 978-0-7524-2312-8.
- (EN) Chris Brown, The Wars of Scotland, 1214-1371, Edimburgo, Edinburgh University Press, 2004, ISBN 978-0-7486-1238-3.
- (EN) Alfred Burne, The Crecy War, Ware, Wordsworth Editions, 1999, ISBN 978-1-84022-210-4.
- (EN) Robert Crowcroft e John Cannon, Franco-Scottish Alliance, in The Oxford Companion to British History, Oxford, Oxford University Press, 2015,  pp. 379-380, ISBN 978-0-19-967783-2.
- (EN) Kelly DeVries, Infantry Warfare in the Early Fourteenth Century: Discipline, Tactics, and Technology, Woodbridge e Rochester, Boydell & Brewer, 1998, ISBN 978-0-85115-571-5.
- (EN) A.A.M. Duncan, Douglas, Sir William, lord of Liddesdale (c. 1310-1353), in Oxford Dictionary of National Biography, Oxford University Press, 2004, DOI:10.1093/ref:odnb/7923. URL consultato il 9 maggio 2023.
- (EN) C. Given-Wilson, Henry IV, Padstow, Yale University Press, 2016, ISBN 9780300154191.
- (EN) Chris Given-Wilson e Françoise Bériac, Edward III's Prisoners of War: The Battle of Poitiers and its Context (PDF), vol. 116, n. 468, The English Historical Review, settembre 2001,  pp. 802-833, DOI:10.1093/ehr/CXVI.468.802, ISSN 0013-8266 (WC · ACNP).
- (EN) Bert Hall, Technology and Tactics, in Ivy Corfis e Michael Wolfe, The Medieval City Under Siege. Medieval Archaeology Series, Woodbridge, Boydell and Brewer, 1999,  pp. 257-276, ISBN 978-0-85115-756-6.
- (EN) Robin Harris, Valois Guyenne, collana Royal Historical Society Studies in History, vol. 71, Londra, Boydell Press, 1994, ISBN 978-0-86193-226-9.
- (EN) Peter Hoskins, In the Steps of the Black Prince: The Road to Poitiers, 1355-1356, Woodbridge, Boydell, 2011, ISBN 978-1-84383-611-7.
- (EN) Andy King, According to the Custom Used in French and Scottish Wars: Prisoners and Casualties on the Scottish Marches in the Fourteenth Century, in Journal of Medieval History, XXVIII, n. 3, 2002,  pp. 263-290, DOI:10.1016/S0048-721X(02)00057-X, ISSN 0304-4181 (WC · ACNP).
- (EN) James Mackay, William Wallace: Brave Heart, Edimburgo e Londra, Mainstream Publishing, 2009, ISBN 978-1-85158-823-7.
- (EN) Ranald Nicholson, The Siege of Berwick, 1333, XXXX, n. 129, The Scottish Historical Review, 1961,  pp. 19-42, OCLC 664601468.
- (EN) Ranald Nicholson, Scotland: The Later Middle Ages, collana University of Edinburgh History of Scotland, Edimburgo, Oliver and Boyd, 1974, ISBN 978-0-05002-038-8.
- (EN) Mark Ormrod, War in Scotland, 1332–1336, in Oxford Dictionary of National Biography, 2008, DOI:10.1093/ref:odnb/8519, ISBN 978-0-19-861412-8. URL consultato il 9 maggio 2022.
- (EN) Mark Ormrod, Edward III, collana Yale Medieval Monarchs series, New Haven, Yale University Press, 2012, ISBN 978-0-300-11910-7.
- (EN) Mark Ormrod, The Reign of Edward III, collana Yale Medieval Monarchs series, New Haven, Yale University Press, 1990, ISBN 978-0-300-11910-7.
- (EN) Michael Penman, David II, East Linton, Tuckwell Press, 2004, ISBN 978-1-86232-202-8.
- (EN) Michael Prestwich, Edward I, collana Yale Medieval Monarchs series, Berkeley, University of California Press, 1988, ISBN 978-0-52006-266-5.
- (EN) Michael Prestwich, Plantagenet England, Oxford, Oxford University Press, 2005, ISBN 978-0-19-922687-0.
- (EN) Michael Prestwich e David Rollason, The Battle of Neville's Cross, 1346, Stamford, Shaun Tyas for the North-East England History Institute, 1998, ISBN 978-1-900289-19-1.
- (EN) Warwick Rodwell, The Coronation Chair and Stone of Scone: History, Archaeology and Conservation, Oxford, Oxbow Books, 2013, ISBN 978-1-78297-153-5.
- (EN) Clifford Rogers, War Cruel and Sharp: English Strategy under Edward III, 1327-1360, Woodbridge~editore=Boydell Press, 2014, ISBN 978-0-85115-804-4.
- (EN) Clifford Rogers, The Oxford Encyclopedia of Medieval Warfare and Military Technology, I, Oxford, Oxford University Press, 2010, ISBN 978-0-19533-403-6.
- (EN) John Sadler, Border Fury: England and Scotland at War 1296-1568, Londra e New York, Routledge, 2013, ISBN 978-1-4058-4022-4.
- (EN) Matthew Strickland e Robert Hardy, The Great Warbow: From Hastings to the Mary Rose, Somerset, J. H. Haynes & Co., 2011, ISBN 978-0-85733-090-1.
- (EN) Jonathan Sumption, Trial by Battle. The Hundred Years' War, I, Londra, Faber and Faber, 1990, ISBN 978-0-57120-095-5.
- (EN) Jonathan Sumption, Trial by Fire. The Hundred Years War, II, Londra, Faber and Faber, 1999, ISBN 978-0-571-13896-8.
- (EN) Anthony Tuck, A Medieval Tax Haven: Berwick upon Tweed and the English Crown, 1333-1461, in Richard Britnel e John Hatcher, Progress and Problems in Medieval England: Essays in Honour of Edward Miller, Cambridge, Cambridge University Press, 2002,  pp. 148-167, ISBN 978-0-52152-273-1.
- (EN) John A. Wagner, Neville's Cross, Battle of (1346), in Encyclopedia of the Hundred Years War, Woodbridge, Greenwood, 2006a,  pp. 228-229, ISBN 978-0-313-32736-0.
- (EN) John A. Wagner, David II, King of Scotland (1324-1371), in Encyclopedia of the Hundred Years War, Woodbridge, Greenwood, 2006b,  pp. 109-110, ISBN 978-0-313-32736-0.
- (EN) Bruce Webster, Balliol, Edward (b. in or after 1281, d. 1364), in Oxford Dictionary of National Biography, Oxford University Press, 2004b, DOI:10.1093/ref:odnb/1206.
- (EN) Bruce Webster, David II (1324-1371), in Oxford Dictionary of National Biography, Oxford University Press, 2004a, DOI:10.1093/ref:odnb/3726.
- (EN) Alison Weir, Queen Isabella: Treachery, Adultery, and Murder in Medieval England, New York, Random House, 2006, ISBN 978-0-345-45320-4.